# Barbus mawambi
Barbus mawambi е вид лъчеперка от семейство Шаранови (Cyprinidae).

## Разпространение
Видът е разпространен в Демократична република Конго.

## Описание
На дължина достигат до 15 cm.